# Trendsætter
Trendsættere er mennesker  der har indflydelse på  hvilken mode vi skal følge, nogle der selv har forstand på moden og hvordan man sætter tøj sammen.
Nogle gange er trendsættere kendte mennesker, modeller  og/eller designere, f.eks. Kate Moss og Paris Hilton.
De der sætter tøj sammen, tager noget tøj på, og/eller designer det; nogle gange holder en trend i flere år, nogle gange kun få uger.
| Mode | Spire Denne artikel om mode er en spire som bør udbygges. Du er velkommen til at hjælpe Wikipedia ved at udvide den. |